# Institut de Relacions Europees
L'Institut de Relacions Europees és una organització dependent de la presidència de les Illes Balears fundada per aquesta mateixa el 8 de juliol de 1991 en el context de la influència de les Comunitats Europees (avui en dia Unió Europea) i la desginació de les Illes Balears com a representant permanent de turisme per part de l'Assemblea de les Regions d'Europa.

## Objectius
Els objectius de l'institut són:
- Coordinar i impulsar les actuacions de les Illes Balears derivades de l'adhesió d'Espanya a la Comunitat Europea.
- Fer un seguiment i estudi de les polítiques de la Unió Europea en l'àmbit de les competències de les Illes Balears.
- Establir relacions institucionals derivades de la participació de les Illes Balears a organitzacions regionals europees i similars amb els convenis i acords subscrits en aquestes mateixes.
- Coordinar i executar projectes que afecten i li les manen a departaments o institucions de la Comunitat Autònoma de les Illes Balears.
- Impulsar i executar projectes de cooperació interregional o interinstitucional de les Illes Balears que li les manen.